# Zone coréenne démilitarisée
La zone coréenne démilitarisée, également désignée par le sigle DMZ (de l’anglais demilitarized zone ; en hangŭl : 한반도 비무장 지대 ; en hanja : 韓半島非武裝地帶, RR : Hanbando bimujang jidae), est une étroite bande de terre servant de zone tampon entre la Corée du Nord et la Corée du Sud, créée le 27 juillet 1953 lors de la signature de l’armistice de P'anmunjŏm.
C’est l'un des rares vestiges de la Guerre froide, équivalente à l’ancien rideau de fer.
D'une longueur de 249,4 km pour une largeur d'environ 4 km à cheval sur la frontière entre les deux pays, elle coupe la péninsule coréenne suivant approximativement le 38e parallèle qui formait la ligne de démarcation intercoréenne avant le conflit. Sa superficie est d'environ 1 000 kilomètres carrés, et elle est inhabitée. Elle est considérée comme un sanctuaire pour la préservation de certaines espèces.

## Développement

### Origines
La ligne a été tracée dès 1945, à la suite de la défaite du Japon.
La ligne se transformé progressivement en une ligne de démarcation fermée, puis en une véritable frontière durant l’été 1948.
Deux entités étatiques se forment en 1948 : la République de Corée au sud le 15 août, puis la République démocratique populaire de Corée au nord le 9 septembre. Les oppositions se renforcent progressivement et aboutissent à un conflit armé, la guerre de Corée. Elle dure trois ans, du 25 juin 1950 au 27 juillet 1953.

### Armistice de Panmunjom
Un armistice est signé à Panmunjom en 1953. Il prévoyait le retrait de toutes les troupes à deux kilomètres de chaque côté de la frontière.

### Différend territorial
Depuis 1973, la Corée du Nord rejette la ligne tracée par l'ONU car elle ne serait pas dans le prolongement du 38e parallèle.

### Rapprochements entre les deux Corées
En 2003 est inaugurée l'autoroute Séoul - Kaesong permettait aux Sud-Coréens de traverser la frontière pour se rendre dans la zone industrielle de Kaesong, en Corée du Nord. L'autoroute existe jusqu'en 2016.
En 2005 est inauguré la zone industrielle de Kaesong, qui a permet jusqu'à près de 50 000 Coréens, du Nord et du Sud, de travailler ensemble.
Le 17 mai 2007, deux convois ferroviaires — l’un parti du Nord et l’autre du Sud — ont franchi pour la première fois depuis cinquante-six ans la zone coréenne démilitarisée.
En 2018, un sommet est organisé entre les deux dirigeants des deux Corées, le nord-coréen Kim Jong-un et le sud-coréen Moon Jae-in.

### Reprise des tensions
Après l'échec des discussions, la Corée du Nord annonce ne pas respecter l'accord de 2018. Plusieurs chemins sont fermés et plusieurs barrières antichars sont installés au Nord.

## Impacts

### Diplomatique
D'après Pascal Dayez-Burgeon,
Malgré son absurdité tragique, n’a-t-elle pas finalement servi d’abcès de fixation ? En cristallisant, voire en ritualisant le conflit Nord-Sud sur quelques kilomètres, elle a empêché que les deux Corées ne repartent en guerre sur d’autres terrains. C’est même quand il n’y a pas de DMZ que le bât blesse. En mer Jaune, où les eaux territoriales sont mal délimitées, pêcheurs du Sud et marins du Nord se livrent désormais à une « guerre du crabe » qui, en novembre 2010, a bien failli dégénérer en guerre ouverte, lorsque Pyongyang a bombardé l’île sudiste de Yeonpyeong.

### Social
La circulation des civils est également restreinte dans un no man's land de plusieurs kilomètres de part et d’autre de la DMZ.

#### Les «villages de paix»

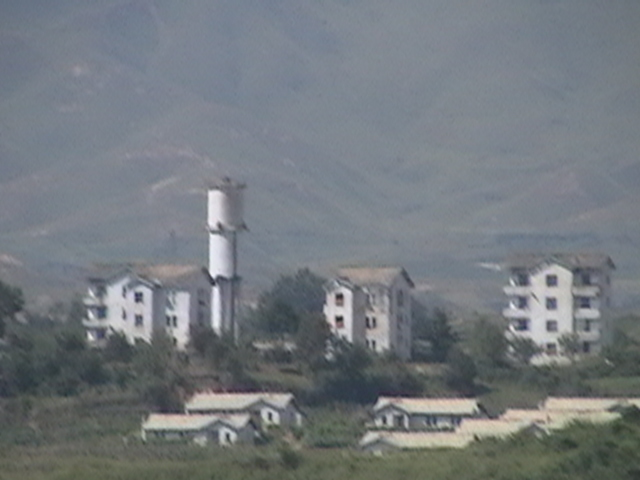
Kijong-dong en Corée du Nord, vu de Corée du Sud.

La Corée du Nord et la Corée du Sud maintiennent des villages de paix en vue de l'autre côté de la DMZ. Dans le Sud, est administré selon les termes de la DMZ. Les villageois sont classés comme citoyens de la république de Corée, mais sont exemptés du paiement des impôts et des autres obligations civiques, telles que le service militaire.
Au nord, le village de Kijong-dong s'est avéré être vide d'habitants. l'État nord-coréen maintient une activité illusoire pour soutenir la propagande.
Le village de Daeseong-dong est interdit au public. En 2008, une cérémonie de remise de diplômes pour les élèves de l'école primaire est organisée par les forces qui gardent la zone.

### Économie
Il existe l'aménagement de la zone industrielle de Kaesŏng. C'est un site industriel exploité en commun entre 2004 et en 2016, signe du réchauffement intercoréen. Depuis le refroidissement des relations, le site est actuellement en sommeil.
La zone démilitarisée fait l'objet d'un « tourisme mémoriel » autour du traumatisme de la séparation des deux Corée. Des membres de familles séparées par la frontière accrochent par exemple des dessins, des drapeaux, des mots ou des prières sur des rubans sur les clôtures au Sud, et les vestiges d'une locomotive à vapeur détruite lors de la guerre de Corée est exposée.
Elle est également un lieu de « tourisme sombre (dark tourism en anglais, aussi appelé tourisme noir ou tourisme macabre) pour désigner une forme de tourisme qui s'y déploie et qui consiste à organiser la visite payante de lieux associés à la mort, à la souffrance, et parfois aux catastrophes (on parle aussi de disaster tourism) »,.

### Environnement
Malgré les mines, la zone démilitarisée est devenue un sanctuaire pour la conservation de plusieurs espèces animales, notamment d’oiseaux migrateurs,. En période hivernale, des milliers de hérons et de grues blanches y séjournent ; les associations de défense des animaux voudraient voir cet espace inscrit en zone protégée au patrimoine mondial de l’UNESCO.
La zone couvre 90 000 hectares et une grande diversité écologique. Un millier de plantes et de micro-organismes rares, 650 espèces de vertébrés, reptiles et amphibiens et 52 espèces de mammifères (chats sauvages, lynx, sangliers, cerfs d'eau, bouquetins et ours noirs) y sont dénombrés. Certaines sont en voie de disparition, comme une antilope (Amur goral). Plus de 200 espèces d'oiseaux s'y ébattent et, en hiver, des dizaines de milliers de grues viennent s'y reposer dans leur migration vers le Kyushu. Ces animaux sont protégés de l'homme - mais pas des mines.

## Vues de la frontière

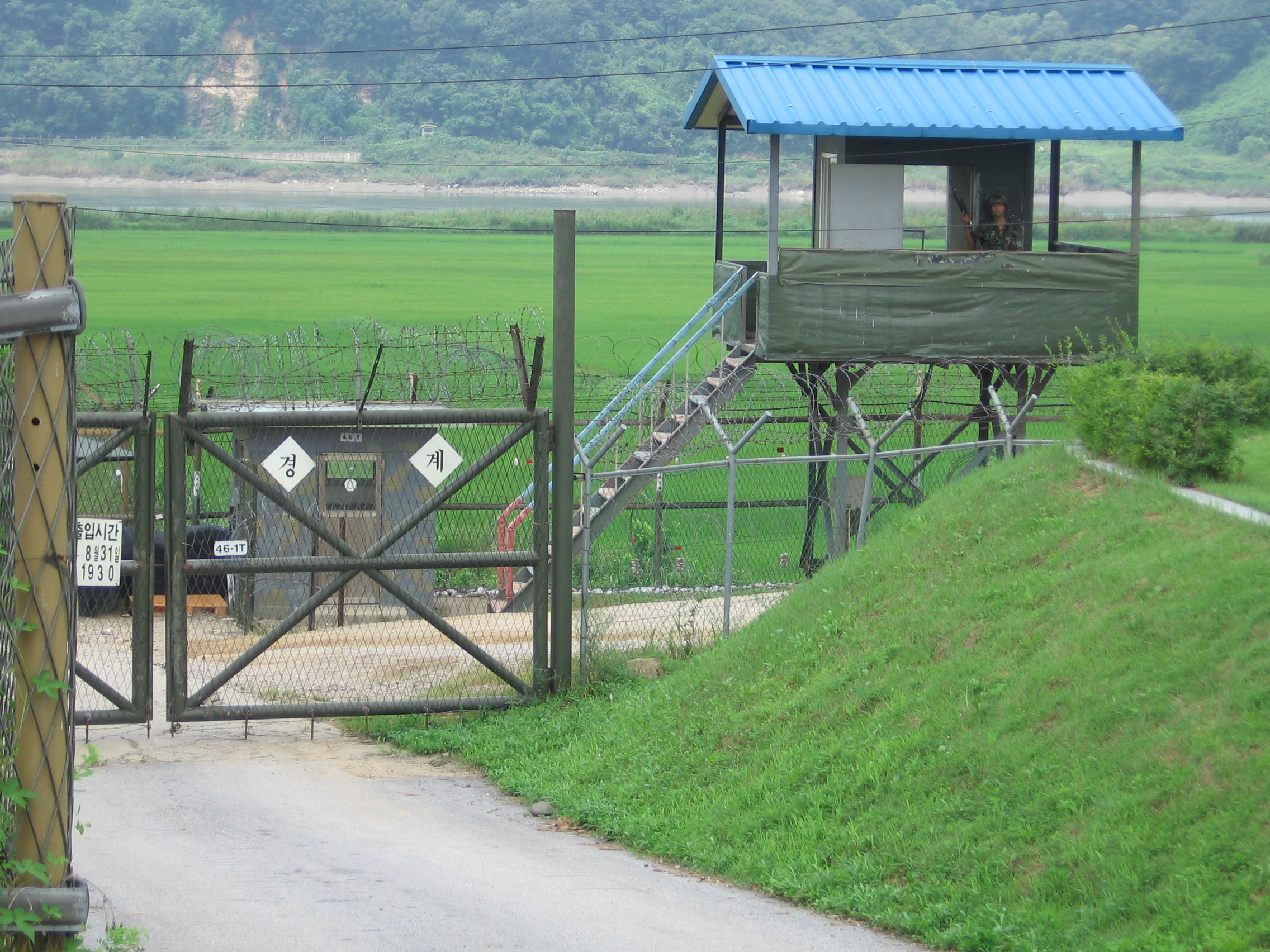
Un point de contrôle sud-coréen, à Imjingak, dans la région de Paju, au nord de Séoul.
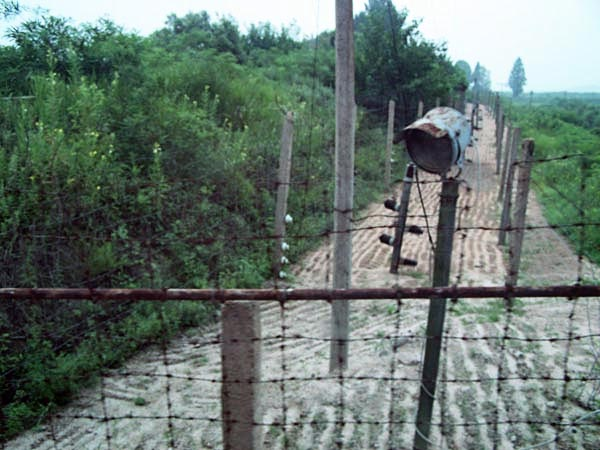
Clôtures électriques de la zone coréenne démilitarisée.
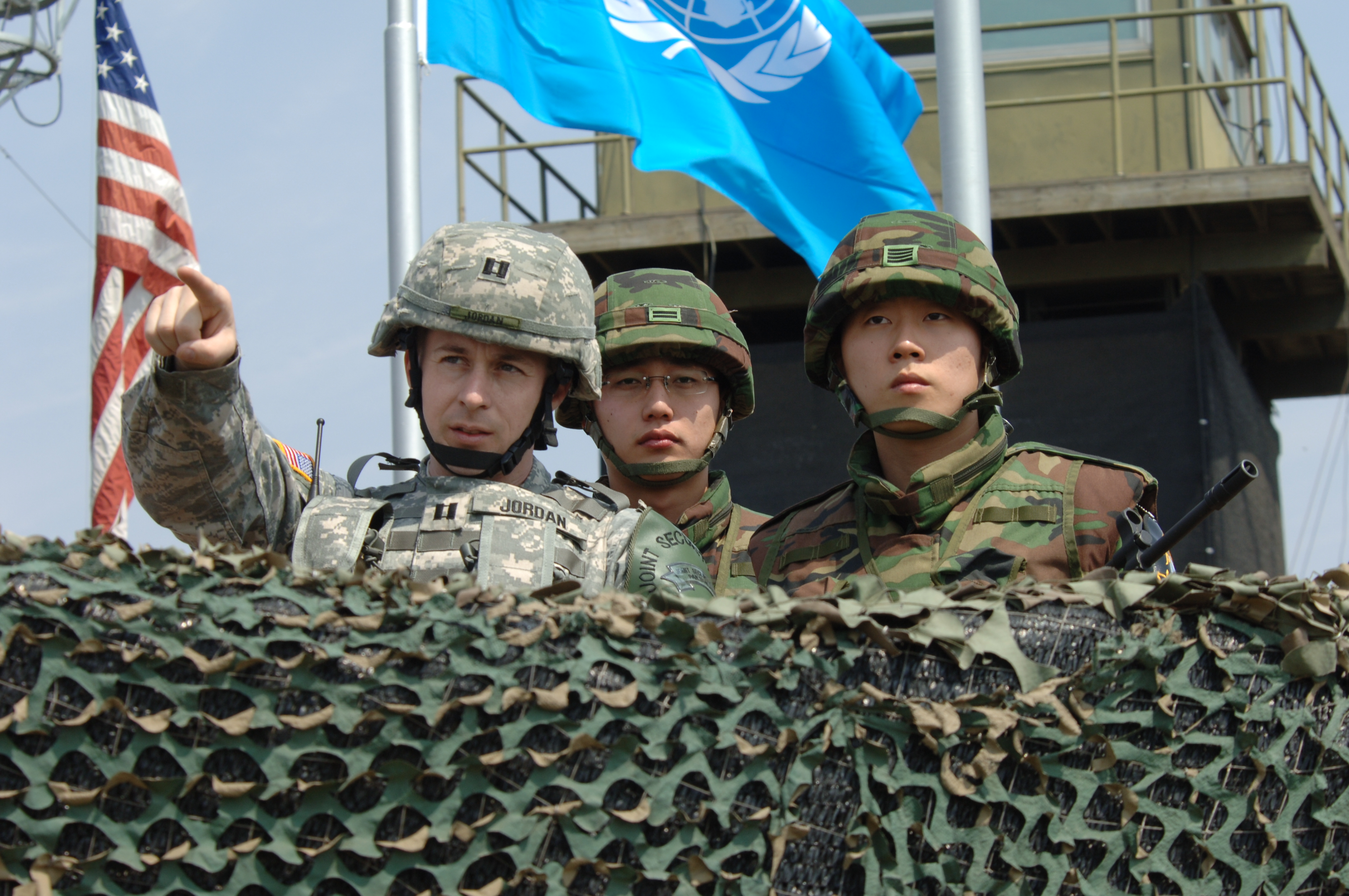
Un officier américain et deux militaires sud-coréens surveillant la DMZ.
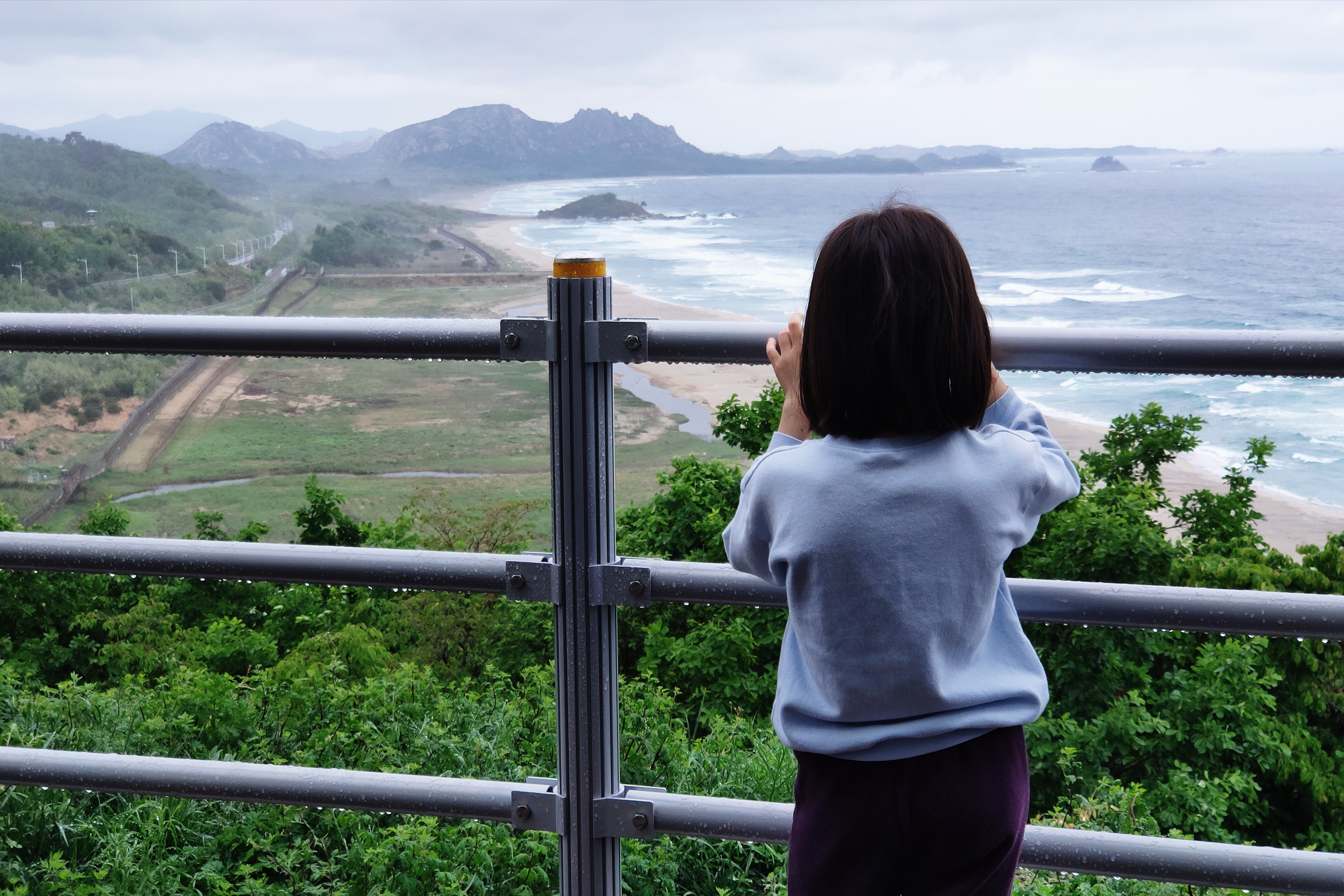
L'Horizon nord-coréen vu depuis l'extrême nord-est du territoire sud-coréen

## Fortification de la frontière

### Description
La zone fait 249,4 km de long pour 4 de large. La frontière s'étend jusqu'à la mer Jaune. Au-delà, la zone de contrôle civil règlemente strictement la circulation et la présence des personnes civiles.

### Mines
En 2024, il est estimé qu'un million de mines auraient été posées.

### Postes-frontières
L’espace est couvert d’une épaisse forêt ponctuée de part et d’autre d’un chapelet continu de postes militaires particulièrement visible sur les photos aériennes. Il est truffé de souterrains, de batteries de canon, de kilomètres de barbelé, d'antennes et de miradors.

### Tunnels d'agression
Entre 1974 et 1990, les autorités sud-coréennes découvrirent l'existence de quatre tunnels creusés sous la frontière par les Nord-coréens. La zone démilitarisée pourrait en réalité en compter une vingtaine. La partie sud-coréenne les appelle les tunnels de l'agression et ils sont aujourd'hui partiellement ouverts aux touristes.

### Murs
Les autorités nord-coréennes dénoncent la construction d’un mur de division en béton, d’une hauteur de 5 à 8 m, dans la zone démilitarisée côté sud. Des déplacements sont organisés pour montrer ce mur de division aux visiteurs étrangers en Corée du Nord. Côté sud, des terrasses permettent aux touristes et aux Sud-Coréens d’observer la zone démilitarisée. Du côté de la Corée du Sud, la DMZ est protégée par une zone tampon de dix kilomètres de profondeur dont l'accès est très réglementé.

### Haut-parleurs
Des haut-parleurs sont installés des deux côtés de la frontière afin de diffuser de la propagande.
Ces haut-parleurs ont été désinstallés puis réinstallés en fonction des périodes de tensions et de rapprochement entre les deux pays,,,.

## Troupes frontalières
En 2008, la zone est surveillée par 700 000 soldats nord-coréens et 410 000 soldats sud-coréens aidés par la 2e division d’infanterie des États-Unis, avec qui la Corée du Sud a signé un pacte de sécurité.

## Traversées de la frontière

### Joint Security Area

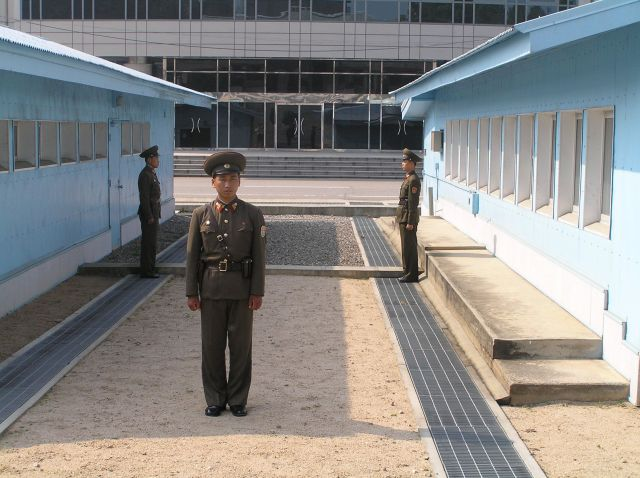
Des soldats nord-coréens dans la zone, au nord de la frontière.

Le seul point de passage existant sur cette frontière est constitué par la Joint Security Area, placée sous contrôle de l'ONU. Il se trouve dans la DMZ, près de la côte ouest de la péninsule, Panmunjeom est le seul lien entre la Corée du Nord et la Corée du Sud.

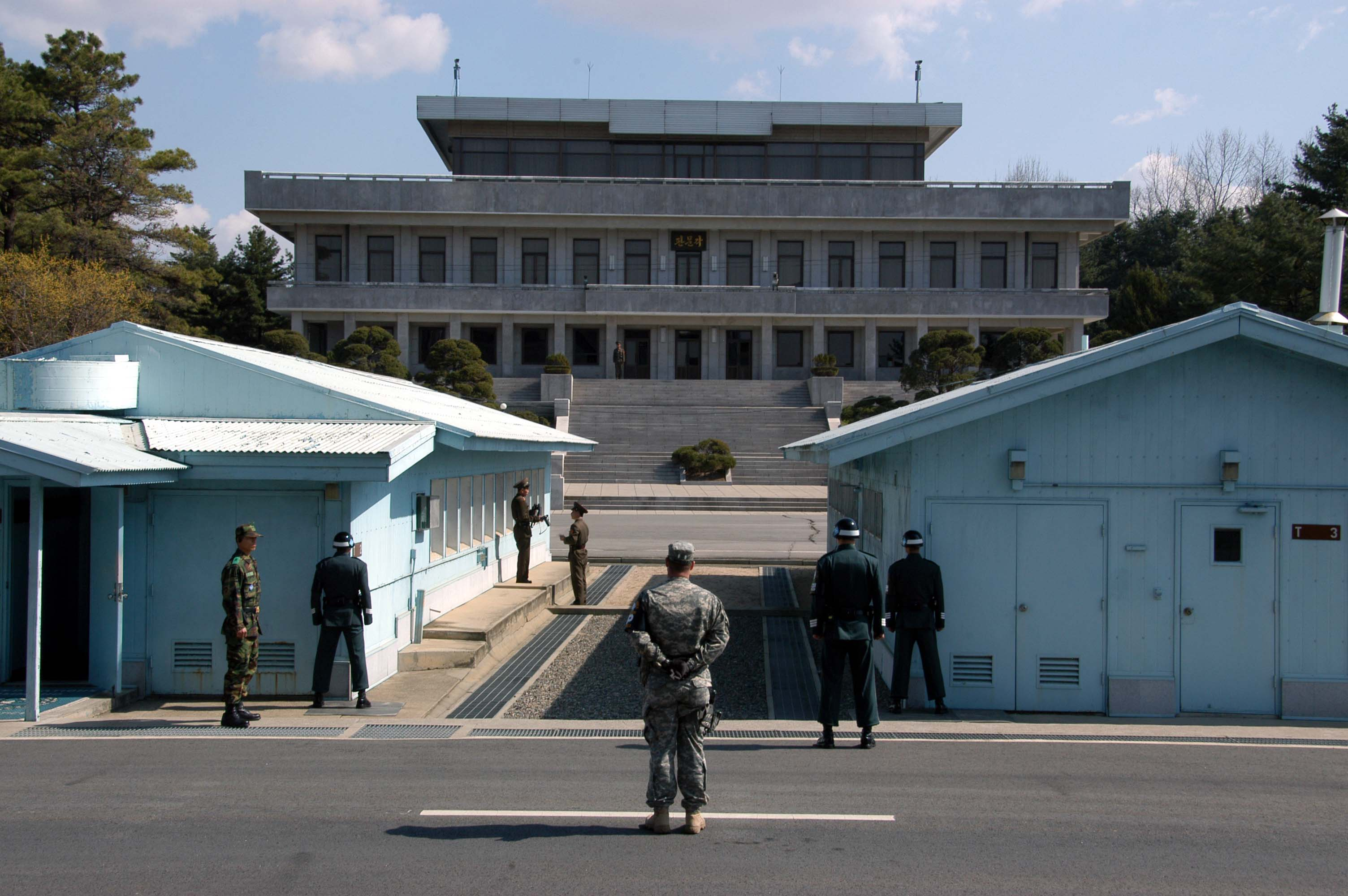
Soldats américains et sud-coréens dans la zone, au sud de la frontière.

Le site est contrôlé par l'ONU.

### Des franchissements très rares
Le 17 mai 2007, un train Korail a traversé la zone démilitarisée au nord sur la nouvelle ligne Donghae Bukbu construite sur la côte est de la Corée. Cependant, la résurrection de cette ligne a été de courte durée, puisqu'elle s'est refermée en juillet 2008 à la suite d'un incident au cours duquel un touriste sud-coréen a été tué par balle.
Les 13 novembre et 20 décembre 2017 ainsi que le 1er décembre 2018, des soldats nord-coréens font défection et fuient vers le sud en traversant la DMZ. Le premier (13 novembre 2017) est blessé par des tirs provenant de l'armée nord-coréenne.
Le 1er janvier 2022 vers 21 h 20 (heure locale), un individu venant du Sud a franchi la DMZ vers le Nord, il s'agirait d'une personne venue de Corée du Nord en 2020 selon un représentant du ministère de la Défense de la Corée du Sud,.
La gare de Dorasan est la seule gare frontalière avec des voies en état de marche entre les deux Corées.

### Traversées illégales
La zone démilitarisée est parfois médiatisée lors de défections (par exemple de soldats nord-coréens qui fuient pour rejoindre le sud),.
Il a aussi des intrusions accidentelles.

## Dans la culture populaire
La Zone coréenne démilitarisée apparaît dans certaines œuvres de fiction :
- dans le jeu de tir à la première personne World War 3, il est possible de jouer sur la carte nommée "DMZ". Celle-ci reprend l'architecture principale des bâtiments de la zone de sécurité commune de manière assez fidèle tout en prenant quelques libertés nécessaires au gameplay. Cette carte est apparue dans la saison 1 du passe de combat qui comprenait également une apparence d'opérateur inspirée des gardes sud-coréens présents sur le site.
- le film coréen JSA de Park Chan-wook met en scène un incident diplomatique dans la zone démilitarisée ;
- la zone démilitarisée est une partie importante de l'intrigue du film de la série James Bond Meurs un autre jour de Lee Tamahori ;
- dans le film La Chute de la Maison-Blanche d'Antoine Fuqua, des terroristes nord-coréens exigent le retrait des troupes américaines hors de la zone démilitarisée ;
- dans le roman Envoyée spéciale de Jean Echenoz, les protagonistes traversent la DMZ pour fuir la Corée du Nord ;
- dans la série Crash Landing on You, l’héroïne atterrit par accident dans la partie nord-coréenne de la zone démilitarisée.
- dans la bande dessinée Buck Danny, l'album 49 La Nuit du serpent de Francis Bergèse met en scène un piège et l'exfiltration d'un pilote américain par les tunnels sous la DMZ.